# Swanley
Swanley ist eine Stadt (Town) und eine Gemeinde (Civil Parish) im zur Grafschaft Kent gehörenden Distrikt Sevenoaks in England.

## Geographie und Verkehr
Swanley grenzt direkt an den östlichen Stadtrand von Greater London und liegt daher im direkten Pendlerbereich dieser Metropole. 
Swanley hat sehr gute Verkehrsanbindungen. Dort geht der M20 motorway Richtung Folkestone vom M25 motorway, der Ringautobahn um London herum, ab. Die weitgehend parallel zum M20 verlaufende Hauptstraße A20 verbindet London mit den Docks von Dover.

## Geschichte
Der Ort Swanley existierte bereits zur Zeit der normannischen Eroberung Englands, war jedoch so klein, dass er nicht ins Domesday Book aufgenommen wurde. Die moderne Stadt südwestlich von Swanley Village entwickelte sich um die 1862 eröffnete Eisenbahnstation herum und war ursprünglich als Swanley Junction bekannt. 1887 wurde das Swanley Horticultural College gegründet und Swanley entwickelte sich zu einem Zentrum des Obst- und Gartenbaus. Außerdem war es ein beliebter Erholungsort für smog-geplagte Großstädter aus dem nahen London.
Die Gemeinde Swanley wurde 1955 gebildet. Der Nachbarort Hextable bildet seit 2008 einen eigenen Parish, wodurch die Einwohnerzahl Swanleys unter 20.000 sank.

## Städtepartnerschaften
- Verrières-le-Buisson im französischen Département Essonne nahe Paris, seit 1985

## Persönlichkeiten

### Söhne und Töchter der Stadt
- Crispian St. Peters (1939–2010), Sänger
- Susan Whetnall (* 1942), Badmintonspielerin

### Mit der Stadt verbundene Persönlichkeiten
- Ruben Loftus-Cheek (* 1996), Fußballspieler